# Jirón Quilca
El jirón Quilca es una calle del centro histórico de Lima, capital del Perú. Se extiende desde el jirón de la Unión hacia el oeste a lo largo de seis cuadras.

## Historia
La vía que hoy constituye el jirón Quilca fue tendida por Francisco Pizarro cuando fundó la ciudad de Lima el 18 de enero de 1535. Aunque no fue sino hasta el siglo XIX que le fue dado el nombre que ostenta. En su inicio sólo contaba con tres cuadras. 
En 1857 se levantó en la segunda cuadra de esta vía la primera fábrica de gas para el alumbrado público de Lima. En 1862, al adoptarse la nueva Nomenclatura urbana del centro histórico de Lima, la vía fue bautizada como Jirón Quilca en honor al distrito de Quilca, ubicado en la provincia de Camaná, departamento de Arequipa. 

## Nombres antiguos de las cuadras del Jirón Quilca
Desde la fundación de Lima y hasta el año 1862, las calles en Lima tenían un nombre por cada cuadra. Así, una misma vía era, en realidad, varias calles. Es por ello que, antes de que la vía fuera llamada Jirón Huancavelica, cada una de sus 9 cuadras tenía un nombre distinto.
- Cuadra 1: llamada Iturrizara por don Bernardno de Iturrizara y Mansilla, quien fuera oidor de la Audiencia de Lima en el siglo XVII.
- Cuadra 2: llamada San Jacinto por la capilla de San Jacinto que existía en el siglo XVII, en 1857 se puso en esta zona la primera fábrica de gas para el alumbrado público.
- Cuadra 3: llamada Alfareros por los varios locales de confección de artículos de arcilla que existieron durante el virreinato.

## Recorrido
El jirón inicia su recorrido desde el Jirón de la Unión en el lado sureste de la Plaza San Martín. Su primera cuadra es un paseo peatonal que cuenta con varios restaurantes entre el Teatro Colón y el Edificio Giacoletti. Desde su cruce con el jirón Camaná hasta el cruce con la Avenida Wilson, Quilca es un emporio de pequeños locales de venta de libros usados. Sin embargo, también se ofrecen libros nuevos e incluso libros piratas. Entre esas librerías se encuentran algunos locales que alojaron expresiones culturales underground, tales como el centro cultural El Averno. En el cruce con Camaná, se encuentra el local del clásico bar limeño Queirolo, existente desde principios del siglo XX y uno de los referentes principales para movimientos literarios como Hora Zero. Siempre vinculado a la bohemia, el bar Queirolo en el 2000 fue sede de un improvisado concierto de Manu Chao. Otro bar muy conocido y visitado de esta calle es Don Lucho, más conocido como Ciro, en atención al veterano mesero que atiende allí.
Antes de llegar al cruce con la Avenida Wilson, se encuentra la plazuela Elguera, construida en honor a Federico Elguera, alcalde de Lima entre 1901 y 1908. En la tercera cuadra, cruzando Wilson, se encuentra una muy concurrida galería en donde se comercializan discos de vinilo, en su mayoría usados.
En la quinta cuadra, antes del cruce con la Avenida Alfonso Ugarte, se encuentra el Museo Gráfico El Peruano, antigua sede del Diario Oficial El Peruano.
Luego del cruce con la avenida Ugarte su recorrido es continuado en el distrito de Breña por la avenida Zorritos.